# Mouvement démocratique pour l'émergence du Niger
Le Mouvement démocratique pour l'émergence du Niger (Abrégé MDEN - Falala) est un parti politique du Niger.
Le parti est enregistré le 28 septembre 2020.

## Résultats

### Élections législatives
| Année | Voix   | %    | Élus    | Rang |
| ----- | ------ | ---- | ------- | ---- |
| 2020  | 67 108 | 1,42 | 2 / 166 | 14e  |